# Estádio José do Rego Maciel
O Estádio José do Rego Maciel (conhecido popularmente como Estádio do Arruda ou Colosso do Arruda ou Arrudão, ou ainda Mundão do Arruda) é um estádio de futebol localizado em Recife, estado de Pernambuco, Brasil. Pertencente ao Santa Cruz Futebol Clube, foi construído inicialmente para 110.000 torcedores, possui atualmente capacidade para 60.044 espectadores, sendo o sexto maior estádio de futebol do Brasil.

## O maior estádio de Pernambuco
O maior estádio de Pernambuco e entre os dez maiores da América do Sul, o Estádio do Arruda, é um dos principais estádios do Brasil. Em Pernambuco, além do tamanho, é considerado um dos melhores estádios do nordeste e do Brasil de acordo com o site WorldStadiums, concorrendo de perto com os estádios públicos do Castelão (Fortaleza-CE) e Fonte Nova (Salvador-BA).
O estádio foi construído pensando na mobilidade do espectador, possui uma elevação mais suave dos degraus que facilita o acesso dos torcedores. A visibilidade é de 100%, no estádio não existe alambrado, isso proporciona uma das melhores visão do campo de jogo do país. A acústica é uma das melhores[carece de fontes?], o som emitido no anel inferior é projetado para o campo de jogo pelo anel superior funcionando como um amplificador do burburinho da torcida. Além disso, é dotado de um estacionamento para 400 veículos e 35 ônibus.
Pela Avenida Beberibe, em frente ao estádio, circulam mais de 10 linhas de ônibus (1 integrada ao metrô), o que facilita a logística para a circulação de espectadores.
Este estádio já foi palco de vários jogos internacionais, tais como a Minicopa do Mundo, Copa América 1989, Eliminatórias da Copa do Mundo e amistosos da Seleção Brasileira. Recebeu, recentemente (em 2009), mais um jogo pelas Eliminatórias da Copa e foi avaliado com nota 9,5 no quesito organização pela Confederação Brasileira de Futebol.

## História do estádio
O Santa Cruz passou por muitos bairros do Recife antes de se estabelecer no atual. A primeira sede do Santa Cruz foi num sobrado da Rua Glória nº 140. Depois esteve na Rua do Imperador, Estrada de Belém e, finalmente, Avenida Beberibe nº 1285, nossa sede atual no bairro do Arruda.
Em 1943, entretanto, o Santa Cruz começava a se implantar no bairro do Arruda, ao alugar um terreno entre a Avenida Beberibe e a Rua das Moças e que até então vinha sendo utilizado pelo Centro Esportivo Tabajaras, um clube suburbano de muito peso. Como o local, propriedade particular do Industrial Arthur Lundgren, fundador das Casas Pernambucanas, era bastante cobiçado, o Santa Cruz, através de Aristófanes de Andrade e do médico Gonçalo de Melo, apressou-se em adquiri-lo, pagou ainda Cr$ 1.000,00 (hum mil cruzeiros) ao Tabajaras que tinha uma loja de artigos esportivos.
No mesmo ano foi comprada, uma casa na Avenida Beberibe, que, quando reformada, acabou servindo como sede para o clube. Neste ano foi criada uma comissão pró-sede que, após grande campanha, obteve expressivo valor para aquisição da sede. Na presidência do clube, Aristófanes de Andrade trabalhou obstinadamente para que o local passasse para os domínios tricolores. Foi o que aconteceu, o Santa Cruz finalmente consegue comprar o terreno com apoio dos seus torcedores, um local que mais adiante iria ser construído o estádio coral.

### Construção
Em 1954, José do Rego Maciel – que hoje empresta seu nome ao estádio – dava condições para que o Santa Cruz se apossasse definitivamente do terreno, ele atraiu investidores como o banco bandepe, para construção do estádio. Nesse ano começou a ser construído o que hoje se chama de Repúblicas Independentes do Arruda. Muitas campanhas foram feitas junto aos torcedores porem foi financiado pelo banco, que acabaram ajudando a construir inicialmente o "Alçapão do Arruda", com arquibancadas de madeira e situado em posição oposta à atual.
No ano de 1965, com a venda de cadeiras cativas e títulos patrimoniais, o clube começou a construir o seu estádio, o que só foi possível devido a uma mobilização de torcedores nunca antes vista. As pessoas levavam ao clube todo tipo de material de construção e doavam a sua mão de obra, construindo assim com as próprias mãos o quarto maior estádio particular do mundo. Foi graças a torcida do Santa Cruz que além de construir a sua casa (estádio), construiu também uma das histórias mais bonita do futebol brasileiro, pois o Arruda foi construído a suor, sangue e lágrimas de seus torcedores. O terreno onde hoje está situado o estádio do Arruda foi doado pelo Coronel Frederico João Lundgren.

### Campanha do tijolo
A campanha do tijolo foi uma das maiores mobilizações já vista no Brasil feita por uma torcida de um clube de futebol. No início da década de 70 muitos torcedores do Santa Cruz uniram-se para ajudar a construir o estádio do Arruda. Foi através de várias doações, de sua torcida, que o Santa Cruz Futebol Clube conseguiu construir um dos maiores estádios do Brasil, foi uma mobilização épica, os torcedores corais traziam todo tipo de material de construção, além disso muitos ajudaram a construir o estádio com as próprias mãos realizando serviços de construção civil. Mestre-de-obras, pedreiros, encanadores, engenheiros civis, arquitetos e ajudantes em geral conseguiram construir o estádio tricolor, um dos maiores do Brasil.

### Banco do Estado de Pernambuco e José do Rego Maciel: Patronos do Arruda
Não se pode falar do Estádio do Arruda sem lembrar do ex-governador de Pernambuco, José do Rego Maciel, que foi também presidente do Santa Cruz, e conseguiu gordos empréstimos "a fundo perdido", os quais foram preponderantes para que se construísse o estádio. Lembramos que na década de 1970 vivíamos um Regime Militar e se proliferavam por todo o país estádios monumentais, estilo Maracaná. Nesse período construíram o Mineirão em Belo Horizonte-MG, o Castelão em Fortaleza-CE, a Fonte Nova em Salvador-BA, somente para citar os mais importantes. Porém inúmeros outros estádios foram construídos pela iniciativa pública. E o Estado de Pernambuco e o Recife não poderiam ficar de fora. O grande Coral José do Rego Maciel conseguiu que ao invés de construírem um novo estádio, ampliassem as precárias estruturas do Arruda. Formou-se assim uma parceria entre Governo do Estado e Santa Cruz. E o empréstimo foi dado a fundo perdido, logo após a falência do Banco.

### Inauguração
No dia 4 de junho de 1972, num amistoso contra o Flamengo do Rio de Janeiro, o Estádio do Arruda foi inaugurado oficialmente, contando com a presença de 64 mil pessoas, como descreveu o Diário da Noite no dia seguinte:
"Um misto de futebol exibição e competição foi o que realizaram, ontem no Arruda, as equipes do Santa Cruz e do Flamengo do Rio, na festa de inauguração do estádio José do Rego Maciel, o Mundão do Arruda".
Mas não foi somente por isso que a partida terminou zero a zero. A boa performance do goleiro Renato, do Flamengo, impediu a movimentação do placar pelas suas extraordinárias defesas. As duas equipes aplicaram idênticas sistematizações táticas: 4-2-4, variando para 4-3-3. O Santa Cruz utilizava o ponteiro esquerdo Betinho para, com Erb e Luciano, formar seu tripé. Quando os cariocas ficavam em posse da bola, Doval abandonava aquela posição, transformando-se em outro atacante. O mesmo foi observado com relação ao time da casa. Atrás, pelo lado tricolor, Sapatão e Rivaldo bloqueavam a passagem da área pelo miolo. No Flamengo o mesmo acontecia com Chiquinho e Tinho. As jogadas esquematizadas não surtiam efeitos. Os atacantes não tiveram criatividade, não tentaram jogadas pessoais e a troca de passes laterais foi muito usada na tentativa de encontrar um caminho por onde os atacantes ultrapassassem. Foi por isso que, no primeiro tempo, apenas um lance motivou o público: um chute de Betinho, de longe, forçando Renato a mostrar suas qualidades de goleiro. Daí para a frente, o público não vibrou e o placar em branco permaneceu até o final do primeiro tempo. No segundo tempo, o rubro-negro carioca voltou com duas substituições: Fio e Liminha.
O primeiro no lugar de Doval e o último no lugar de Zé Mário. O Santa não mexeu. Por ser um jogador exibicionista, que procurava sempre fazer firulas com a bola, Fio deu a impressão inicial que iria deslanchar a retaguarda do Santa, através dos seus dribles desconcertantes. Mas foi apenas um lampejo. O "crioulo doido", depois de 15 minutos de jogo, voltou ao lugar comum, pior disso até, não conseguindo fazer metade que Doval fizera no primeiro tempo. Já Liminha não alterou nada. Jogou o mesmo futebol de Zé Mário. Como o Flamengo ficou meio esfacelado no seu meio de campo, o Santa Cruz disso se aproveitou e passou a jogar melhor que o seu rival. Aos 15 minutos, Cuíca perde a primeira grande chance, chutando por cima um bola em que ele estava cara a cara com Renato. Numa tentativa de dar maior agressividade ao seu ataque, o Flamengo procedeu outra substituição, desta vez, Dionísio no lugar de Vicente, mas o Santa Cruz continuou apertando o cerco e outra grande chance para abrir o marcador surgiu aos 31 minutos: Beto, que substituíra Cuíca, cabeceou encobrindo o goleiro Renato no lance mais bonito da partida. Todo o estádio gritou gol, mas a bola passou de mansinho pelo poste do lado esquerdo do Flamengo se perdendo pela linha de fundo. Daí por diante, os jogadores não se entregaram com vigor nas jogadas, passando a tocar a bola como que satisfeitos pelo marcador em branco. Os jogadores ficaram em campo "gastando" a bola até terminar a partida. Com um trabalho muito bom, dirigiu o amistoso o árbitro Sebastião Rufino, tendo como auxiliares Armindo Tavares e Geraldo Alves.
As equipes formaram-se assim
- Santa Cruz
  - Detinho; Ferreira, Sapatão, Rivaldo e Cabral (Botinha); Erb e Luciano; Cuíca (Beto), Fernando Santana (Zito), Ramón e Betinho.
- Flamengo
  - Renato; Moreira, Chiquinho, Tinho e Wanderlei; Zanata e Zé Mário (Liminha); Vicente (Dionísio), Caio (Ademir), Doval (Fio) e Arilson.

A renda da partida fornecida pela federação foi de CR$ 193.834,00, com um público pagante de 64.000 pessoas.

### Parque aquático
Em 1978 foi inaugurado o parque aquático, com toda a infra-estrutura de vestiários, sauna e banho turco.

### Sede
A atual sede foi inaugurada em 3 de fevereiro de 1980.

### Última ampliação
Em 1º de agosto de 1982, foi inaugurado o anel superior, quando o Mundão do Arruda passou a ter a capacidade elevada para 110.000 pessoas. Em 2000 todos os estádios brasileiros tiveram sua capacidade reduzida quase à metade, sendo assim a capacidade do anel superior do Arruda caiu de 44.000 para 25.000 pessoas e a do estádio de 110.000 para 65.000, e atualmente é de 60.044.

## Dados
- Nome oficial: Estádio José do Rego Maciel
- Acesso:
  - 1 - Ônibus: 82 linhas (1 integrada ao metrô)
  - 2 - Sistema de transporte complementar
- Coordenadas: 8.026900 Lat. S, 34.891301 Long. Oeste
- Data da Inauguração: 4 de julho de 1972
- Ano da ampliação: 1982
- Área construída: 30 mil metros quadrados
  - Capacidade antiga: 110.000 espectadores
  - Capacidade atual: 60.044 pessoas[2]
  - Capacidade detalhada: Anel Superior (15.000 pessoas). Anel Inferior (21.400 Pessoas), Sociais (6.100 Pessoas), Sociais ampliação (1.200 Pessoas), Cadeiras (5.950 pessoas) e Camarotes/conselho (932 pessoas).[2]
- Iluminação: 2000 lux
- Dimensões do campo: 105 x 68 metros
- Tipo de grama: Bermuda
- Vestiários: 4
- Banco de reservas: 4
- Banheiros: 48

## Qualificações
- Inclinação suave do estádio e acesso facilitado
- Campo de jogo protegido por fosso
- Melhor visibilidade do campo de jogo (sem alambrado)
- Excelente acústica
- Maior número de guichês de bilheterias do Brasil
- Gramado de primeira linha
- Vestiários padrão FIFA
- Ponto turístico do Recife
- Um dos estádios mais conhecidos do Brasil

## Estrutura
- Sede Monumental das Repúblicas Independentes do Arruda
- Auditório climatizado com capacidade de 200 pessoas
- Museu Histórico Coral
- Elevadores com acesso à tribuna de honra, camarotes e cadeiras
- Ginásio poliesportivo
- Dois campos anexos de futebol society
- Parque aquático com 3 piscinas anexas
- Sauna
- Banho turco
- Centro médico para recuperação de atletas
- 2 Restaurantes
- Sala para futebol de mesa
- Sala de Sinuca
- Sala de Pebolim
- Sala de Tae-kwon-do
- 3 academias de musculação
- Alojamento profissional
- Alojamento da base
- Loja oficial
- Salão de eventos com capacidade de 5 mil pessoas
- Estacionamento para 400 veículos
- Várias lanchonetes
- Delegacia do torcedor
- 2 geradores
- 3 bilheterias com 13 guichês (total 39 guichês)
- Sala de troféus

### Cobertura
Cerca de 15.600 lugares são protegidos do sol e da chuva (28% do estádio). Além das cadeiras cativas, parte do anel inferior é coberta. O projeto da Arena Coral visa cobrir o estádio em sua totalidade atual.

### Assentos

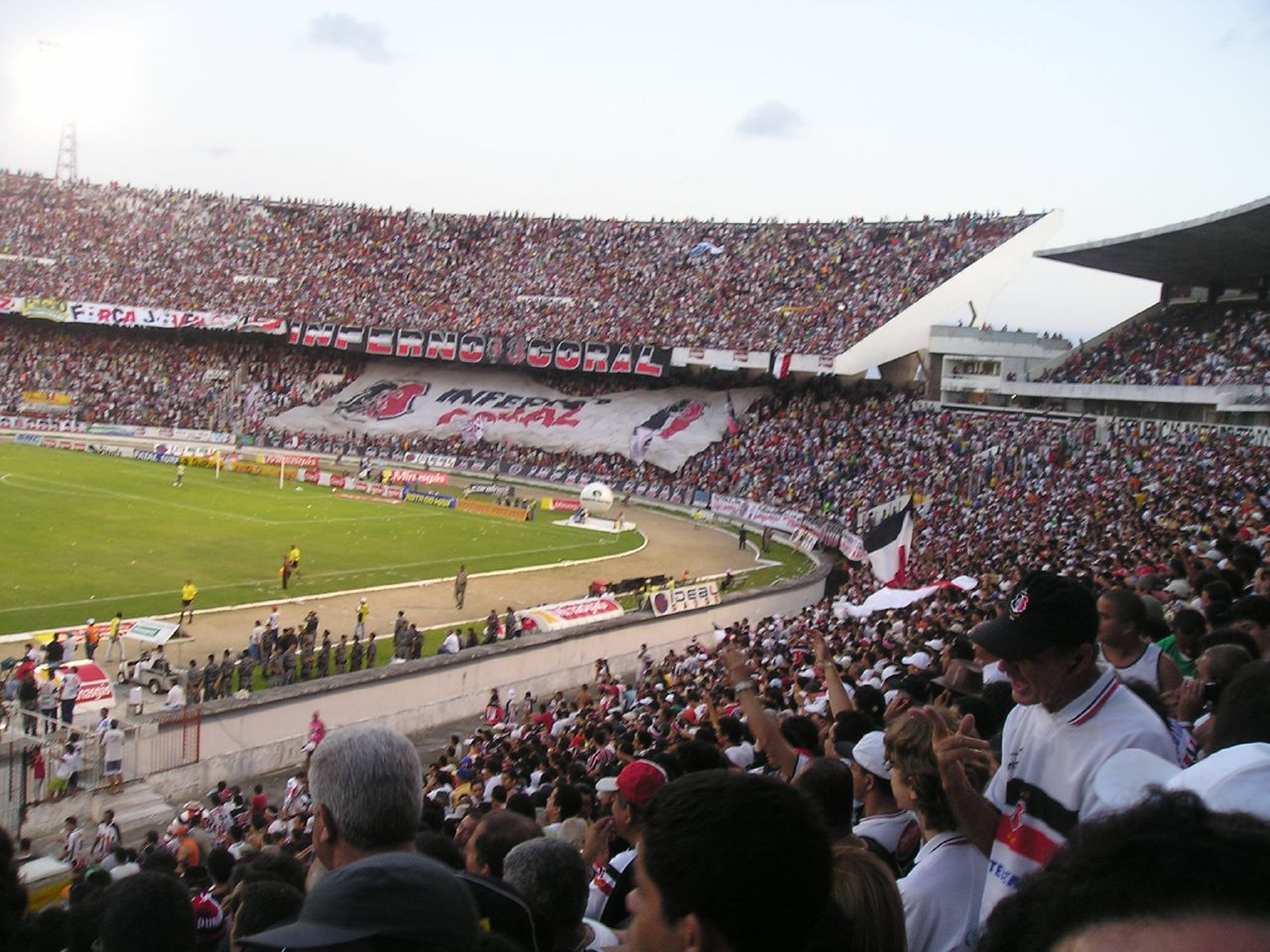
Estádio do Arruda durante a partida entre Santa Cruz e Betim, válida pelo Campeonato Brasileiro Série C 2013.

O estádio conta com 6 mil assentos novos instalados em 2009, sem contar com os camarotes e tribunas. Existe um projeto para que toda a social receba os mesmos tipos de assentos utilizados nas cadeiras cativas.

### Camarotes
O estádio do Arruda possui os camarotes mais luxuosos de Pernambuco. Com capacidade para 100 pessoas, os espaços pertencem a vários grupos da iniciativa privada, alguns dos quais são patrocinadores oficiais do clube. Ambiente climatizado, serviço de buffet, garçons, assentos acolchoados, lounge, segurança e visão do jogo privilegiada são algumas das características que compõem tais espaços.

### Visibilidade
100% de visão 360 Graus. O sistema de segurança baseado em fosso garante a segurança contra invasões e a máxima visibilidade, em contraposição aos estádios que possuem alambrado. Apesar de não existirem pontos cegos no anel superior, o anel inferior possui alguns pontos cegos.

### Comunicação
O estádio conta com um sistema de som que atua dentro e fora dele. Em jogos de grande público o serviço é complementado por caixas de som.

### Deficientes
O estádio do Arruda conta com uma área exclusiva para 100 deficientes com acesso facilitado por rampas.

### Sanitários
48 é o número total de banheiros do estádio do Santa Cruz. Entre 2008 e 2009 os banheiros foram completamente reformados. Todo o piso e o revestimento foram trocados por um novo acabamento em porcelanato. Alguns banheiros também dispõem alternativamente de chuveiros. O clima quente do nordeste dispensa a necessidade de chuveiros elétricos.

### Iluminação
O atual sistema de iluminação do estádio do Arruda é dotado de lâmpadas de última geração, instalado em 4 torres de iluminação de 20 metros antiofuscantes. Depois da reforma de 2009, o Arruda passou a ter 2000 lux de potência e é hoje, junto ao Maracanã, o estádio mais bem iluminado do Brasil.

### Sistema de vigilância
O sistema de vigilância é o mesmo utilizado na Copa do Mundo de 2006, sendo que 200 câmeras fazem o monitoramento interno e externo do estádio. Algumas delas estão instaladas em pontos estratégicos onde se concentram torcedores das organizadas e nas cadeiras. Os monitores ficam sempre à disposição das autoridades para auxílio em ações de emergência.

### Sistema de transportes
O Arruda está localizado na zona norte do Recife sendo, dentre os três maiores estádios de Pernambuco, o mais bem servido com linhas de ônibus. 82 destas linhas passam em frente ao estádio, uma das quais está vinculada ao Sistema Estrutural Integrado que interliga o metrô à toda a região metropolitana do Recife.

### Gramado
O gramado do Arruda era um dos melhores do Brasil. Em 2009 ele foi completamente reformado pela GreenLeaf (empresa especializada do setor) que utilizou as tecnologias mais modernas adotadas em obras semelhantes no primeiro mundo. O tipo do grama utilizada no Mundão do Arruda é a bermuda, a mesma do Estádio João Havelange, Mineirão, Arena da Baixada e da Granja Comary. O sistema de irrigação é por aspersão e automatizado com equipamentos usados nos campos esportivos de primeiro mundo. O sistema de drenagem é duplo - subterrânea e superficial, de maneira a retirar o excesso de água do solo o mais rápido possível, porém a fraca manutenção do campo e vem prejudicando o estado do gramado.

### Pintura

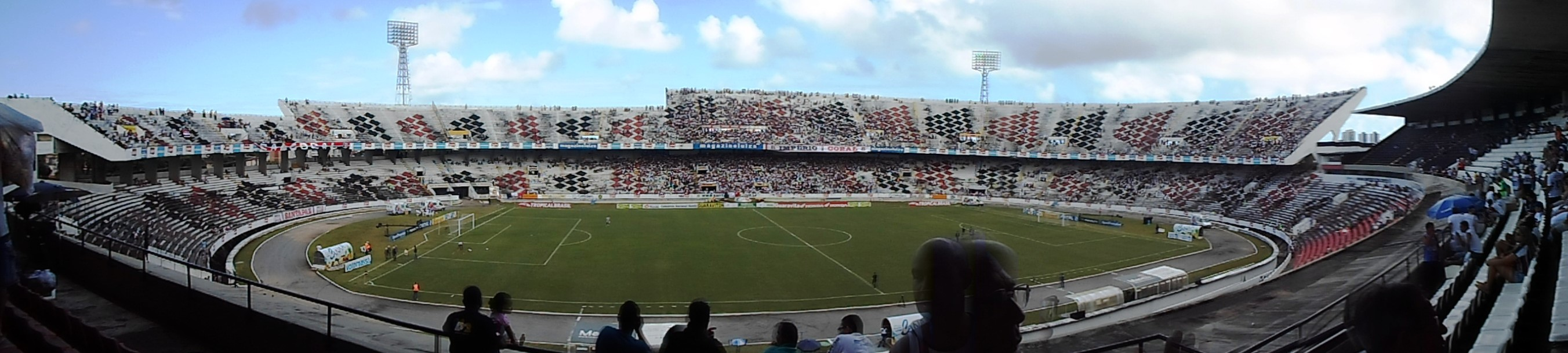
Vista interna panorâmica do estádio com uma pequena torcida, minutos antes da partida válida pela Série C do Campeonato Brasileiro de 2013, entre Santa Cruz e Betim.

A nova pintura do estádio do Arruda foi desenvolvida por uma empresa de design que tem forte tradição em marketing esportivo. A pintura dá a sensação de acolhimento e conforto, o projeto de pintura do estádio foi baseado na cobra-coral, mascote do Santa Cruz. A ideia foi desenhar escamas no espelho (parte frontal) da arquibancada que dessem a impressão que a cobra-coral estivesse abraçando o Arruda e ao mesmo tempo defendendo o clube.

## Maiores públicos
1. 101.670 - Brasil 2 x 0 Argentina (23/03/1994, Amistoso) [4]
2. 96.990 - Brasil 6 x 0 Bolívia (29/08/1993, Eliminatórias)
3. 80.203 - Náutico 0 X 2 Sport (15/03/1998, Estadual)
4. 78.391 – Santa Cruz 1 x 1 Sport (21/02/1999, Estadual)
5. 76.800 - Brasil 2 x 0 Paraguai (09/07/1989, Copa América)

### Entre clubes
1) Náutico 0 X 2 Sport - 80.203 
Maiores públicos do Arruda
1) Náutico 0 x 2 Sport - 80.203
15/03/1998, Campeonato Pernambucano, Estádio do Arruda. 
2) Santa Cruz 1 x 1 Sport - 78.391 
21/02/1999, Campeonato Pernambucano, Estádio do Arruda.
3) Santa Cruz 1 x 2 Sport - 75.135 
03/05/1998, Campeonato Pernambucano, Estádio do Arruda.
4) Santa Cruz 2 x 0 Sport - 74.280 
18/07/1993, Campeonato Pernambucano, Estádio do Arruda.
5) Santa Cruz 2 x 1 Náutico - 71.243 
28/07/1993, Campeonato Pernambucano, Estádio do Arruda.
6) Santa Cruz 0 x 2 Náutico - 70.003 
11/07/2001, Campeonato Pernambucano, Estádio do Arruda.
7) Santa Cruz 0 x 1 Sport - 67.421 
20/05/1990, Campeonato Pernambucano, Estádio do Arruda.
8) Santa Cruz 1 x 2 Náutico - 65.901 
08/02/1998, Campeonato Pernambucano, Estádio do Arruda.
09) Santa Cruz 2 x 1 Portuguesa - 65.023
26/11/2005, Série B, Estádio do Arruda

## Shows
O estádio é conhecido por ter recebido shows de artistas internacionais com recorde de público, como Paul McCartney, Menudo e Bon Jovi.

## Alguns dos principais jogos no Arruda em 2011
- Santa Cruz  2 x 1  Ypiranga-PE. Estreia do Tricolor em casa, pelo Campeonato Pernambucano.
- Santa Cruz  2 x 0  Sport.
- Santa Cruz  3 x 3  Náutico. Um dos maiores clássicos ja visto pelas torcidas, onde o Santa saiu atrás do placar, virou o jogo, tomou a virada, e depois empatou o jogo, foi o verdadeiro Clássico das Emoções.
- Santa Cruz  1 x 0  São Paulo. Em um jogo de muita marcação e emoção , o Santa superou todas as suas limitações e derrotou um dos maiores clubes da ultima década.
- Santa Cruz  0 x 1  Sport. Grande final do campeonato pernambucano que sagrou a equipe anfitriã como campeão estadual.
- Brasil  x  Seleção Pernambucana de Futebol. Partida amistosa entre a seleção brasileira de futebol feminino e a Seleção Pernambucana de Futebol (em substituição à Argentina que não pôde participar do amistoso em função da erupção de um vulcão no Chile).
- Santa Cruz  0 x 0  Treze. Partida que deu acesso ao Santa para o Campeonato Brasileiro da Série C em 2012.

## Maiores públicos de 2011
1. Santa Cruz  0 x 1  Sport, 62.243, Campeonato Pernambucano. Final do Campeonato Pernambucano (Jogo que consagrou o Santa Cruz campeão do campeonato pernambucano 2011)
2. Santa Cruz  0 x 0  Treze, 59.966, 16 de outubro, Campeonato Brasileiro. Quartas de final da Série D no qual bateu a media de publico do ano
3. Santa Cruz  1 x 0  São Paulo, 46.681, 30 de março, Copa do Brasil. Segunda fase da Copa do Brasil
4. Santa Cruz  2 x 0  Sport, 45.621, 6 de fevereiro, Campeonato Pernambucano. 9ª Rodada do Campeonato Pernambucano
5. Santa Cruz  1 x 0  Coruripe , 44.642, 25 de Setembro, Campeonato Brasileiro. Oitavas de final da Série D
6. Santa Cruz  0 x 0  Guarani de Juazeiro, 42.584, 24 de Julho, Campeonato Brasileiro. 1ª fase da Série D
7. Santa Cruz  1 x 0  Santa Cruz-RN, 35.020, 14 de Agosto, Campeonato Brasileiro.1ª Fase da Série D
8. Santa Cruz  3 x 3  Náutico, 33.208, 20 de março, Campeonato Pernambucano. 17ª Rodada do Campeonato Pernambucano
9. Santa Cruz  2 x 1  Alecrim, 33.099, 18 de setembro, Campeonato Brasileiro.1ª fase da Série D
10. Santa Cruz  3 x 1  Porto-PE, 32.156, 30 de abril, Campeonato Pernambucano. Semifinal do Campeonato Pernambucano
11. Santa Cruz  1 x 0  Porto-PE, 27.746, 4 de setembro, Campeonato Brasileiro.1ª fase da Série D
12. Santa Cruz  2 x 1  Petrolina, 25.136, 27 de janeiro, Campeonato Pernambucano. 6ª rodada do Campeonato Pernambucano

Santa Cruz tem a maior média de publico do Brasil em 2011.